# Buddy Holly (Buddy Holly)
Buddy Holly è il secondo album del cantante rock statunitense Buddy Holly, pubblicato nel 1958 dall'etichetta discografica Coral.
Il disco è stato prodotto da Bob Thiele e Norman Petty.

## Tracce
LP (Coral 57210)
1. I'm Gonna Love You Too – 2:14 (Norman Petty, Joe Mauldin, Niki Sullivan; edizioni musicali Nor Va Jak Music Incorporated, Melody Lane Incorporated)
2. Peggy Sue – 2:30 (Jerry Allison, Norman Petty, Buddy Holly)
3. Look at Me – 2:07 (Jerry Allison, Norman Petty, Buddy Holly)
4. Listen to Me – 2:22 (testo: Charles Hardin – musica: Norman Petty)
5. Valley of Tears – 2:09 (Fast Domino, Dave Bartholomew)
6. Ready Teddy – 1:32 (Robert Blackwell, John Marscalco)
7. Everyday – 2:09 (Norman Petty, Buddy Holly, Charles Hardin) – (feat. The Crickets)
8. Mailman, Bring Me No More Blues – 2:12 (Ruth Roberts, Bill Katz, Stanley Clayton)
9. Words of Love – 1:56 (Buddy Holly)
10. You're So Square (Baby, I Don't Care) – 1:37 (Jerry Leiber, Mike Stoller)
11. Rave On – 1:50 (Norman Petty, Bill Tilghman, Sonny West)
12. Little Baby – 1:57 (Norman Petty, Buddy Holly, C. W. Kendall Jr.)

Durata totale: 24:35